# 太平洋岛国论坛
太平洋岛国论坛（英語：Pacific Islands Forum）是一个由太平洋诸国参加的国际组织。秘书处設在斐济苏瓦，旨在加強太平洋獨立國家之間合作的政府間組織。1971年8月成立，初期名为“南太平洋论坛”；2000年10月改名为“太平洋岛国论坛”；地理範圍更加上大洋洲包括澳大利亞在內的北太平洋島國和南太平洋島嶼國家。它是聯合國的觀察員。
太平洋島嶼論壇的使命是「支持論壇成員國政府，通過促進政府之間和國際機構之間的合作，以及通過代表各方利益，促進南太平洋人民的經濟和社會福祉。論壇成員以論壇同意的方式」。其決定由太平洋島嶼論壇秘書處（PIFS）實施，該秘書處由南太平洋經濟合作局（SPEC）發展而來。論壇秘書處除了在協調各種政治和政策問題的區域立場方面的作用外，還制定了經濟發展，運輸和貿易方面的技術方案。太平洋島嶼論壇秘書長是太平洋區域組織理事會（CROP）的常任主席。
澳大利亞和新西蘭通常比論壇成員的其他國家更大、更富裕，澳大利亞的人口約為其他17個成員國的兩倍，其經濟規模是其五倍多。他們是重要的援助捐助者，也是其他國家出口的重要市場。軍事和警察部隊以及論壇國家的文職人員，主要是澳大利亞和新西蘭，最近參加了其他州的區域維穩行動，特別是在所羅門群島（2003-）和諾魯（2004-2009），論壇贊助。這項區域努力是由比克塔瓦宣言授權的，該宣言於2000年10月在基里巴斯舉行的第31屆太平洋島嶼論壇領導人會議上通過。
2011年9月，美屬薩摩亞、關島和北馬里亞納群島的領土獲得了太平洋島嶼論壇的觀察員地位，而2016年9月，法國領土法屬波利尼西亞和新喀里多尼亞獲得正式成員資格。2022年7月9日，基里巴斯宣佈退出太平洋島國論壇。2023年1月30日，斐济总理兰布卡会见基里巴斯总统马茂，确认基里巴斯已与PIF完成和解协议，将很快重返该论坛。

## 成员国
| Map indicating the members and observers of the Pacific Islands Forum |                        |                              |                      |
| 成员国                                                                |                        |                              |                      |
| （AU）                                                                | 庫克群島（CK）         | 斐济（FJ）                   | 法屬玻里尼西亞（PF） |
| 基里巴斯（KI）                                                        | 马绍尔群岛（MH）       | 密克羅尼西亞聯邦（FM）       | 瑙鲁（NR）           |
| 新喀里多尼亞（NC）                                                    | 新西兰（NZ）           | 纽埃（NU）                   | 帛琉（PW）           |
| （PG）                                                                | 萨摩亚（WS）           | 所罗门群岛（SB）             | （TO）               |
| （TV）                                                                | （VU）                 |                              |                      |
| 準會員                                                                | 觀察員                 | 觀察員                       | 觀察員               |
| 托克勞（TK）                                                          | 美属萨摩亚（AS）       | （MP）                       | 關島（GU）           |
| （WF）                                                                | 东帝汶（TL）           | 非洲、加勒比和太平洋國家集團 | 亞洲開發銀行         |
|                                                                       | 英聯邦                 | 國際移民組織                 | 联合国               |
|                                                                       | 中西部太平洋渔业委员会 | 世界銀行                     |                      |
| 對話夥伴                                                              |                        |                              |                      |
| 加拿大                                                                | 智利                   | 中华人民共和国               | 古巴                 |
| 欧盟                                                                  | 法國                   | 德国                         | 印度                 |
| 印度尼西亞                                                            | 義大利                 | 日本                         | 马来西亚             |
| 挪威                                                                  | 菲律賓                 | 新加坡                       | 大韓民國             |
| 西班牙                                                                | 泰國                   | 土耳其                       | 英国                 |
| 美国                                                                  |                        |                              |                      |
| 發展夥伴                                                              |                        |                              |                      |
| 中華民國                                                              |                        |                              |                      |
| 縮寫參見ISO 3166-1.                                                   |                        |                              |                      |

## 秘书长
注：日期未必准确
| #                      | 姓名                   | 国家                   | 就职                   | 离任                   |
| 南太平洋经济合作局主任 | 南太平洋经济合作局主任 | 南太平洋经济合作局主任 | 南太平洋经济合作局主任 | 南太平洋经济合作局主任 |
| ---------------------- | ---------------------- | ---------------------- | ---------------------- | ---------------------- |
| 1                      | Mahe Tupouniua         |                        | 1972年11月             | 1980年                 |
| 2                      | Gabriel Gris           |                        | 1980年                 | 1982年                 |
|                        | John Sheppard (代理)   |                        | 1982年                 | 1983年1月              |
| 3                      | Mahe Tupouniua         |                        | 1983年1月              | 1986年1月              |
| 4                      | 亨利·奈萨利            |                        | 1986年1月              | 1988年9月              |
| 太平洋岛国论坛秘书长   |                        |                        |                        |                        |
|                        | 亨利·奈萨利            |                        | 1988年9月              | 1992年1月              |
| 5                      | 耶雷米亚·塔巴伊        | 基里巴斯               | 1992年1月              | 1998年1月              |
| 6                      | 诺埃尔·利瓦依          |                        | 1998年2月              | 2004年5月16日          |
| 7                      | 格雷格·乌尔温          |                        | 2004年5月16日          | 2008年5月2日 (辞任)    |
|                        | 费莱蒂·泰奥 (代理)     |                        | 2008年5月2日           | 2008年10月13日         |
| 8                      | 杜洛马·内罗尼·斯莱德   | 萨摩亚                 | 2008年10月13日         | 2014年12月4日          |
| 9                      | 梅格·泰勒              |                        | 2014年12月4日          | 2021年2月4日           |
| 10                     | 亨利·普纳              | 庫克群島               | 2021年2月4日           | 2024年5月23日          |
| 11                     | 巴伦·瓦卡              | 瑙鲁                   | 2024年6月3日           | 现任                   |

## 争议

### 中方代表团退席事件
2018年9月，太平洋岛国论坛即将举行，主办国瑙鲁因未與中華人民共和國建交，並未承認中華人民共和國的外交護照，因而要求中華人民共和国代表团以私人护照的名义参加，而非使用其他國家主辦時慣例的外交护照，引起中方不满。中華人民共和国联合其他太平洋盟国向瑙鲁施压，萨摩亚总理图伊拉埃帕曾致信给瑙鲁总统巴伦·瓦卡，称此举将创下危险的先例。在大多数成员国扬言退出峰会下，瑙鲁采取折衷办法，在中方人员的签证证明书上盖章，不使用外交护照。之后传出中方特使杜起文在会议中抢先发言，遭瓦卡阻止后中華人民共和国代表团集体退席。
英国卫报则引述消息人士的说法，在场的中方代表都耐心等候，也多次向主办方要求发言，均不获理会。最终使代表团愤而离场，并在会议绕行一圈表示不满。另一方面，瑙魯總統瓦卡指出，參與會議的有多個太平洋國家的元首，也有來自英美等國的部長級官員，中方派出的杜起文只是特使。瓦卡認為杜起文應該在其他「官階較高的官員」之後發言。。
台灣《自由時報》亦引述消息人士的說法，在PIF對話夥伴會議時，大會主席諾魯總統瓦卡宣布，依照規定，唯有部長級以上的對話夥伴才能發言。其他則提供書面報告。美國內政部長金克首先發言，美國發言結束，中華人民共和國代表無視規定，要求接著發言，但隨即被制止，並被提示只有部長層級以上的代表才能發言。中華人民共和國代表未遵守會議規定，要求發動投票決定中華人民共和國的發言權。諾魯總統瓦卡則表示：「中國根本不是會員，有什麼投票權？」回絕中華人民共和國代表的要求。
事后瑙鲁要求中華人民共和国政府正式道歉，并将向联合国提出此事。中華人民共和国外交部回应：「瑙鲁作为论坛主办国，违背国际惯例和论坛规定，上演了一齣拙劣的闹剧」，批评瑙鲁在国际社会搞两个中国、一中一台的错误行径。

### 密克羅尼西亞國家決定退出事件
2021年2月5日，帛琉政府宣布退出論壇並關閉駐斐濟大使館，作為新任秘書長選舉結果的反應。根據不成文規定，本次祕書長應由密克羅尼西亞地區所推舉的馬紹爾群島駐聯合國大使傑拉爾德·札基歐斯擔任，最後他以一票之差敗給庫克群島前總理亨利·普納。
2月9日，5個密克羅尼西亞地區的成員國（帛琉、密克羅尼西亞聯邦、吉里巴斯、馬紹爾群島、諾魯）發表聯合聲明，決定退出這個區域主要政治組織，這是繼帛琉後其餘4個該島群國家宣布退出該組織。密克羅尼西亞國家的退出將使論壇成員國減少至12名成員，這些成員國全部位於南太平洋。最多可能需要一年的時間才能正式退出。
2022年2月，上述5国表态暂停退出论坛会员国的程序。密克羅尼西亞聯邦總統戴维·帕努埃洛表示普納可能考慮辭去秘書長職務，並進一步改革PIF。PIF秘書處並未正面承認這一辭職訊息，只表示仍在討論。帕勞總統表態暫停退出程序皆在給論壇一個做正確事情的機會。4月馬紹爾群島總統戴維·卡布阿勸說其他表態暫停退出的四國接受對論壇的重大改革，並勸說戴維留任。2022年6月，論壇領導人達成一項協議，確認普鈉將繼續擔任論壇主席，並在其任期結束後替換為一位密克羅尼西亞的候選人。秘書長職務將永久性的在密克羅尼西亞、美拉尼西亞和波利尼西亞間輪換，並在其中一個地區有秘書長人選時，為另外兩個地區安排副秘書長人選。但基里巴斯並未接受該協議，並在2022年7月9日宣佈立即且永久退出太平洋島國論壇。

### 公報挺臺灣參與文字遭移除
2024年8月30日，第53屆太平洋島國論壇領袖會議公報：「重申臺灣以『臺灣/中華民國』名義參與地位不變」；官網文字在中國施壓後遭移除。